# 岡明子
岡 明子（おか あきこ、1984年1月3日 - ）は、三重県伊勢市出身の女優。血液型B型。山羊座。

## 人物・略歴
皇學館高等学校在校中、NHKの「おーい、ニッポン」秋元康が各都道府県の歌をプロデュースするコーナーのオーディションに史上最年少で合格、三重県代表として「真珠のように」でCDデビュー、台詞パートを担当した。以降数回に渡り、NHKの番組に出演。
2004年に上戸彩を発掘したことで知られる中森明夫が手掛けた、史上初ペーパームービー「東京アリス」で女優デビュー。
2005年にWILLCOM 通話無料・カップル篇　彼氏に「愛してる？」と問いかける彼女役で出演。
ネスカフェの新商品「シェイク」のため、脚本宮藤官九郎・監督細野ひで晃タッグによる、ショートムービーのんたのしっぽがWeb限定で公開され、後にDVD化。主演佐藤隆太の恋人・みちこ役で出演。
その後は、CM・映画・舞台・テレビドラマで活動中。
2017年（平成29年）3月11日より地元の伊勢進富座で自身の出演する映画『うつろいの標本箱』が公開されることになり、1月30日に市長の鈴木健一にPRを行った。

## 出演

### 映画
- イッツ・ア・ニューデイ　歩美役 第20回 東京国際映画祭 日本映画ある視点部門 公式出品作品 (2007年)
- ハンサム★スーツ　妊婦役 (2008年)
- 半分の月がのぼる空　看護師役（2010年）
- うつろいの標本箱　坂本亜梨沙役　脚本・監督：鶴岡慧子[3]（2015年）
- ふうせんふふふ、そらららら　母親役　脚本・監督：片岡翔　（2017年）

### テレビドラマ
- 金曜プレステージ 奇跡の夫婦愛スペシャル第一夜　虹を架ける王妃（2006年、フジテレビ系）
- 救命病棟24時 第4シリーズ　レギュラー看護師役（2009年、フジテレビ系）
- 救命病棟24時〜2010スペシャル〜　レギュラー看護師役（2010年1月3日、フジテレビ系）
- フリーター、家を買う。第4話 (2010年、フジテレビ系)
- 救命病棟24時 第5シリーズ　レギュラー看護師役（2013年、フジテレビ系）

### その他のテレビ番組
- 美の壷 （NHK）：草刈正雄の姪役として出演することが多い。
  - ゆかた（2010年）
  - 江戸の和化粧（2010年）
  - 紬（2011年）
  - がま口（2013年）
  - 桜（2013年）
  - 団扇（2013年）

### 舞台
- ANGEL GATE〜春の予感〜　演出：横山由和　新国立劇場 中劇場 チナツ役（2006年）
- いとしの儚　脚本：横内謙介　演出：茅野イサム　新国立劇場 小劇場　賽子姫役（2007年）
- ANGEL GATE　演出：浅井さやか　新国立劇場 中劇場　サオリ役（2007年）
- 真っ白なグランドを避け下駄箱で詠むHB３１文字　あきききかく○△□による二人芝居　脚本・演出：米内山陽子　ギャラリー・ルデコ（2018年）
- 夢のかけら　せこごと　脚本・演出：勢古尚行 エリア５４３（2019年）

### CM
- WILLCOM 通話無料・カップル篇　彼女役（2005年）
- 大鵬薬品 ゼノールエクサムFX　ピンクのゼノール篇　メガネのOL役（2006年 - ）
- VISAカード 「暮らしが変われば篇」　観月ありさの後輩OL役（2006年 - 2007年）
- クラレ　ミラバケッソ　電車篇　車内販売員役（2007年 - 2008年）
- JAバンク　夏のボーナスしっかり考えよう篇　女性社員役（2008年）
- 栄光ゼミナール　通塾指導篇　教師役（2012年）
- ソニー損保　「日常のふとした気づき」ロールケーキ篇（2012年）
- カメラのキタムラ （2013年）
- セブン-イレブン チルド弁当（2014年）
- マイナビウーマン　「ピンチはチャンス・カフェ篇」（2015年）
- セブン-イレブン サンドイッチ（2016年）
- アイセイ薬局　かかりつけ薬剤師　「子どもの薬の飲み方」篇
- 山田養蜂場 プロポリス３００　娘役
- 日本歯科医師会　クリニカ　予防歯科
- 大塚製薬　オロナミンC　「シュポン！ハツラツ女子 川遊び篇」（2019年）

### MV
- Sentimental boys 「ユーモアを聴かせて」　監督：鶴岡慧子　撮影：瀬戸山祐貴

### DVD
- 蟲師其ノ壱　2話「瞼の光」（スイ）(2006年)
- のんたのしっぽ（みちこ）(2006年)
- イッツ・ア・ニューデイ（歩美）(2007年)

### テレビアニメ（声）
- 蟲師（スイ）

### 劇場アニメ
- HELLS ANGELS（2008年、ダメ天使[4]）